# Thomas Stevenson
Pour les articles homonymes, voir Stevenson.
Thomas Stevenson (22 juillet 1818 – 8 mai 1887) était un ingénieur écossais qui bâtit plus d'une trentaine de phares, la plupart en Écosse. Il est également l'inventeur de l'abri Stevenson, boîtier utilisé en météorologie pour protéger les instruments de mesure des intempéries.

## Biographie
Thomas Stevenson est né le 22 juillet 1818 à Édimbourg, à 2 Baxters Place, le plus jeune fils de l'ingénieur civil Robert Stevenson et de sa femme (et belle-sœur) Jean Smith. 

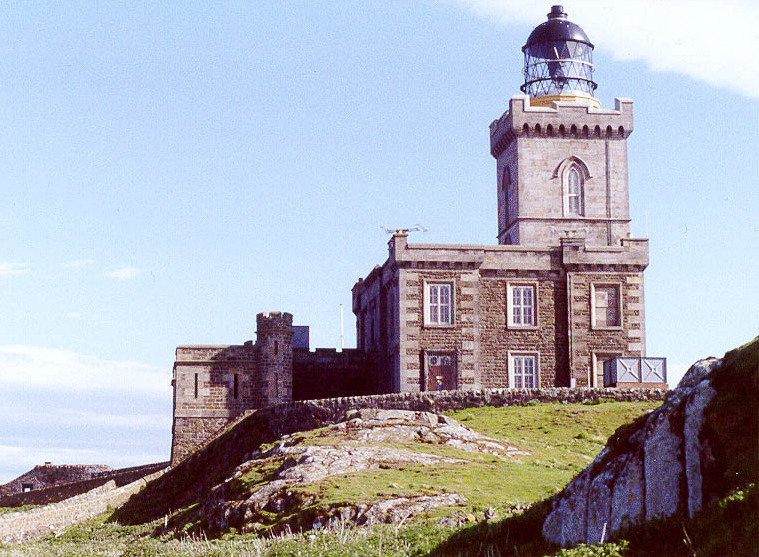
Phare de Robert Stevenson sur May.

Il a fait ses études au Royal High School d'Edimbourg et à l'âge de 17 ans entra au service de son père en vue de devenir ingénieur, à l'instar de son père et de ses deux frères Alan et David, ingénieurs concepteurs de phares. À la fin de son apprentissage en 1842, il écrivit un article sur les défauts des pluviomètres alors en usage, décrivant celui d’une forme améliorée qui fut publié dans le New Philosophical Journal d’Édimbourg la même année. Ce fut la première d’une série de nombreuses contributions à des revues scientifiques sur des sujets tels que la pharologie, incluant l’ingénierie et l’optique des phares, les expériences sur la force des vagues et la météorologie.
En 1843, Stevenson dirigea la construction du phare de l'île Little Ross sur la Solway Firth et rédigea un article sur la géologie de l'île. En 1846, il devint associé du cabinet de son père. En 1853, son frère David et lui furent nommés ingénieurs au conseil des phares du Nord. Il occupa ce poste jusqu'à ce que sa santé se détériore en 1885. Il s'est donc forgé une réputation dans le domaine  de l'illumination de phares comme son frère Alan Stevenson. Son invention la plus marquante est une amélioration de la lentille de Fresnel qui fut la première à adapter l'intensité à la portée désirée sur un azimut donné par prismes à réflexion totale. Il concentra une bonne partie de son temps à cette invention de 1855 à 1885.
En 1869, Stevenson fit installer un câble sous-marin à partir de la partie Est de Granton Harbour pour alimenter la lampe électrique, nouvellement inventée, du phare. Ce dernier est placé au bout de la jetée de la Trinity Chain Pier et put ainsi être contrôlé à une distance de 800 mètres par un opérateur dans le port,.

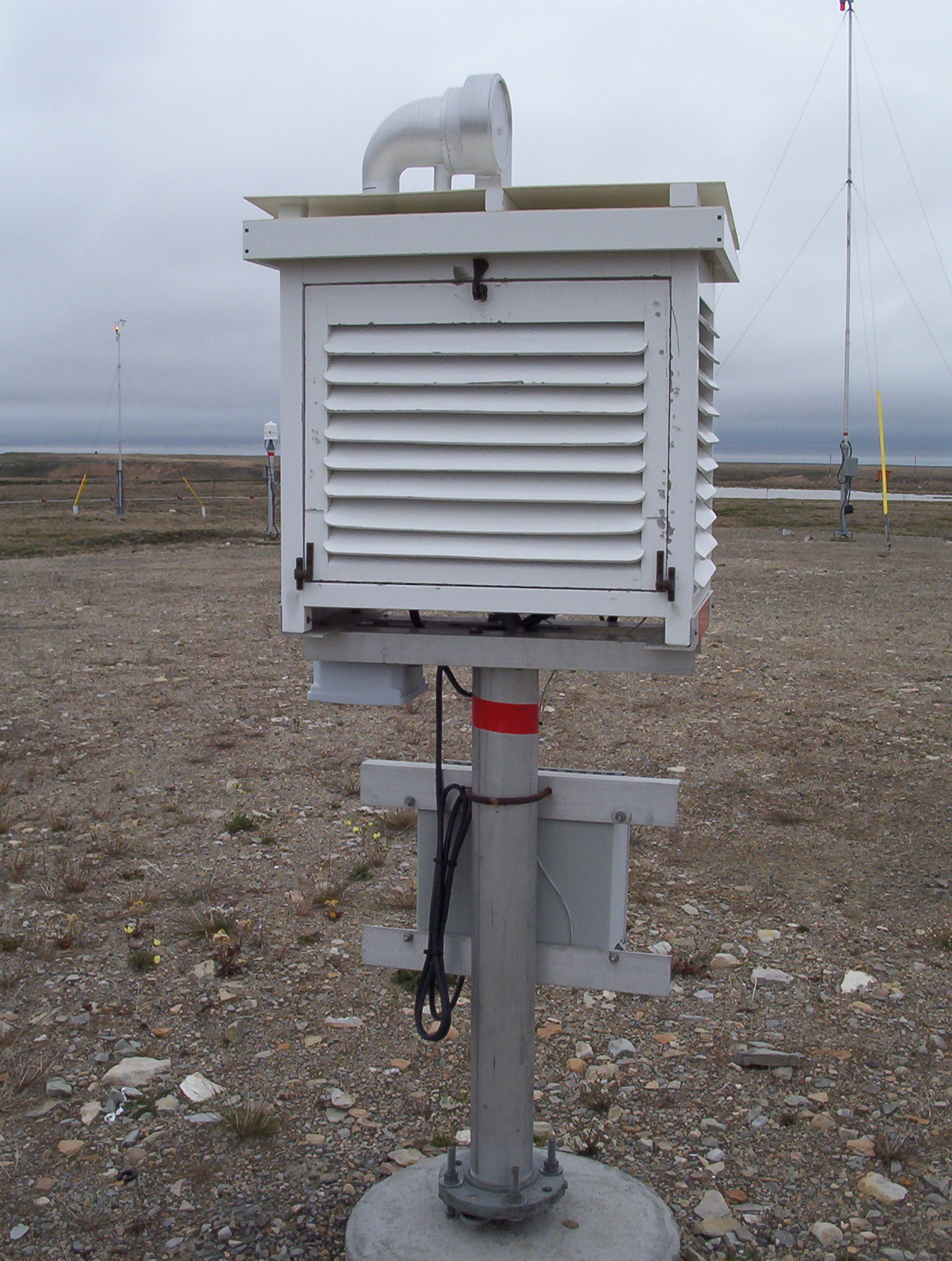
Abri Stevenson

En dehors de sa profession, l'intérêt principal de Stevenson fut la météorologie. Il fut l'un des fondateurs de la Scottish Meteorological Society (en) en 1855 et membre du conseil dès sa création. Parmi ses contributions originales et permanentes à la météorologie, la plus connue est l'abri Stevenson dévoilé en 1864 qui est conçu pour la protection des thermomètres et dont l'utilisation est désormais universelle. Il a également introduit en 1867 le terme de « gradient barométrique » horizontal et vertical, une donnée fondamentale qui permet de calculer la variation verticale de la pression atmosphérique, de la température et de l'humidité ainsi que le vent.
Stevenson a aussi examiné les effets du vent et des vagues, démontrant pour la première fois que la hauteur des vagues est  fonction  de la racine carrée du fetch. Son article sur le sujet est également l'une des premières études quantitatives sur la vitesse du vent dans la couche limite planétaire .
En 1877, Stevenson publia les ouvrages Christianity confirmed by Jewish and Heathen Testimony et The Deductions from Physical Science. Il est mort le 8 mai 1887 dans sa maison de Heriot Row, Édimbourg avec de son épouse, Margaret Isabella à son chevet. Il est enterré dans le caveau de la famille Stevenson, au cimetière de New Calton. Il est le père de l'écrivain Robert Louis Stevenson.

## Prix et affiliations
Stevenson fut élu Fellow de la Royal Society of Edinburgh en 1848, siégea fréquemment à son conseil et en devint président en 1885. Il fut élu membre de l'Institution of Civil Engineers en 1864 et président de la Royal Scottish Society of Arts (en) en 1859-60.
À la mort de M. Keith Johnstone en 1871, il fut élu secrétaire honoraire de la Scottish Meteorological Society.

## Phares réalisés
- Whalsay Skerries (1854)
- Skerries extérieures (1854)
- Muckle Flugga (1854)
- Davaar (1854)
- Ushenish (1857)
- South Rona (1857)
- Kyleakin (1857)
- Ornsay (1857)
- Rubha nan gal Sound of Mull (1857)
- Cantick Head (1858)
- Bressay (1858)
- Ruvaal (1859)
- Corran Point (1860)
- Fladda (1860)
- McArthur's Head (1861)
- St Abb's Head (1862)
- Butt of Lewis (1862)
- Holborn Head (1862)
- Monach Islands (1864)
- Skervuile (1865)
- Auskerry (1866)
- Lochindaal (1869)
- Scurdie Ness (1870)
- Stour Head (1870)
- Dubh Artach (1872)
- Turnberry (1873)
- Chicken Rock (1875)
- Lindisfarne (1877, 1880)
- Péninsule de Langness (1880)
- Fidra (1885)
- Oxcar (1886)
- Ailsa Craig (1886)